# شیولیک
شیولیک (به لاتین: Şivlik) یک منطقه مسکونی در جمهوری آذربایجان است که در شهرستان لنکران و در دهیاری بالیتون واقع شده‌است.